# 洛须镇
洛须镇，是中华人民共和国四川省甘孜藏族自治州石渠县下辖的一个乡镇级行政单位。

## 行政区划
洛须镇下辖以下地区：
洛须镇社区、温拖村、拉空龙村、洛须龙村、更沙村、纳扎村、俄巴纳村、龙溪卡村、丹达村、瓦土村、赤贡村、张君村、赤哇村、打龙村、色洞村、修波村、拉龙村、仁绒村和日扎村。